# Kantongerecht Breukelen-Nijenrode
Het kantongerecht Breukelen-Nijenrode was van 1877 tot 1934 een van de kantongerechten in Nederland. 
Breukelen was een van de weinige nieuwe kantons die in 1877 werden gevormd. Het was een samenvoeging van de oude kantons Loenen en Maarssen. Bij de instelling was Breukelen-Nijenrode het derde kanton van het arrondissement Utrecht. Het gerecht heeft geen eigen gebouw gehad maar maakte gebruik van ruimtes in het gemeentehuis Boom en Bosch aan de Markt 13 te Breukelen.